# Weltmeisterschaften im Trampolinturnen 1984
Die 13. Turn-Weltmeisterschaften im Trampolinturnen fanden 1984 in Osaka, Japan statt.

## Ergebnisse

### Männer Einzel
| Rang | Land        | Turner             |
| ---- | ----------- | ------------------ |
|      | Frankreich  | Lionel Pioline     |
|      | Sowjetunion | Igor Bogatschew    |
|      | Sowjetunion | Igor Gelimbatowski |

### Männer Team
| Rang | Land        | Turner                                                                   |
| ---- | ----------- | ------------------------------------------------------------------------ |
|      | Sowjetunion | Igor Bogatschew Igor Gelimbatowski Wadim Krasnotschapka Sergej Nestrelai |
|      | Australien  | Glenn Kelly John Merritt Adrian Wareham Brett Austine                    |
|      | Frankreich  | Lionel Pioline Laurent Mainfray Hubert Barthod Daniel Pean               |

### Synchron Männer
| Rang | Land        | Turner                               |
| ---- | ----------- | ------------------------------------ |
|      | Sowjetunion | Wadim Krasnotschapka Igor Bogatschew |
|      | Sowjetunion | Igor Gelimbatowski Sergei Nestrelai  |
|      | Frankreich  | Daniel Pean Lionel Pioline           |

### Doppel Mini-Trampolin Männer
| Rang | Land               | Turner        |
| ---- | ------------------ | ------------- |
|      | Australien         | Brett Austine |
|      | Australien         | John Merritt  |
|      | Vereinigte Staaten | Steve Elliott |

### Doppel Mini-Trampolin Team Männer
| Rang | Land               | Turner                                                            |
| ---- | ------------------ | ----------------------------------------------------------------- |
|      | Australien         | Brett Austine John Merritt Steve Evetts Adrian Wareham            |
|      | Vereinigte Staaten | Steve Elliott Karl Heger Terry Butler Kevin Ekburg                |
|      | Deutschland        | Christian Pöllath Thorsten Hartmann Manfred Schwedler Lutz Graske |

### Tumbling Männer
| Rang | Land               | Turner          |
| ---- | ------------------ | --------------- |
|      | Vereinigte Staaten | Steve Elliott   |
|      | Vereinigte Staaten | Kevin Ekburg    |
|      | Polen              | Andrzej Gartska |

### Tumbling Team Männer
| Rang | Land               | Turner                                                |
| ---- | ------------------ | ----------------------------------------------------- |
|      | Vereinigte Staaten | Steve Elliott Chad Fox Kevin Ekburg Chuck Myers       |
|      | Polen              | Andrzej Gartska Slawomir Boreiszo Marek Krol          |
|      | Kanada             | Darryl Scheelar Stephen Duchesne John Smith Dave Bens |

### Damen Einzel
| Rank | Land                   | Turnerin      |
| ---- | ---------------------- | ------------- |
|      | Vereinigtes Königreich | Sue Shotton   |
|      | Schweiz                | Ruth Schumann |
|      | Sowjetunion            | Lilia Iwanowa |

### Damen Team
| Rank | Land                   | Turnerin                                                     |
| ---- | ---------------------- | ------------------------------------------------------------ |
|      | Vereinigtes Königreich | Sue Shotton Andrea Holmes Krystyan McDonald Sachelle Halford |
|      | Deutschland            | Ute Luxon Hiltrud Roewe Esther Lindenlaub Gabi Bahr          |
|      | Australien             | Leslie Stephens Liz Jensen Deborah Roche Michelle Prew       |

### Synchron Damen
| Rang | Land                   | Turner                                |
| ---- | ---------------------- | ------------------------------------- |
|      | Vereinigtes Königreich | Krystyan McDonald Sue Shotton         |
|      | Niederlande            | Jacqueline de Ruiter Marjo van Diemen |
|      | Vereinigtes Königreich | Andrea Holmes Sachelle Halford        |

### Doppel Mini-Trampolin Damen
| Rang | Land        | Turner          |
| ---- | ----------- | --------------- |
|      | Deutschland | Gabi Dreier     |
|      | Australien  | Cherie Mathers  |
|      | Australien  | Lesley Stephens |
|      | Kanada      | Vicki Bullock   |

### Doppel Mini-Trampolin Team Damen
| Rang | Land        | Turner                                                          |
| ---- | ----------- | --------------------------------------------------------------- |
|      | Australien  | Cherie Mathers Lesley Stephens Elizabeth Jensen Angela Tasatano |
|      | Deutschland | Gabi Dreier Bettina Lehmann Inke Bradt Nicola Schneider         |
|      | Kanada      | Vicki Bullock Norma Lehto Donna Tough Jackie Blanchette         |

### Tumbling Damen
| Rang | Land               | Turner           |
| ---- | ------------------ | ---------------- |
|      | Vereinigte Staaten | JIll Hollenbeak  |
|      | Vereinigte Staaten | Terri Devries    |
|      | Vereinigte Staaten | Megan Cunningham |

### Tumbling Team Damen
| Rang | Land               | Turner |
| ---- | ------------------ | ------ |
|      | Vereinigte Staaten |        |
|      | Kanada             |        |
|      | Australien         |        |

### Medaillenspiegel
| Rang | Nation                 | Gold | Silber | Bronze | Gesamt |
| ---- | ---------------------- | ---- | ------ | ------ | ------ |
| 1    | Vereinigte Staaten     | 4    | 3      | 2      | 9      |
| 2    | Australien             | 3    | 3      | 3      | 9      |
| 3    | Vereinigtes Königreich | 3    | -      | 1      | 4      |
| 4    | Sowjetunion            | 2    | 2      | 2      | 6      |
| 5    | Deutschland            | 1    | 2      | 1      | 4      |
| 6    | Frankreich             | 1    | -      | 2      | 3      |
| 7    | Kanada                 | -    | 1      | 3      | 4      |
| 8    | Polen                  | -    | 1      | 1      | 2      |
| 9    | Schweiz                | -    | 1      | -      | 1      |
| 9    | Niederlande            | -    | 1      | -      | 1      |